# 全世界のカスどもへ乾杯/夏のバンド練習っ
『全世界のカスどもへ乾杯/夏のバンド練習っ』（ぜんせかいのカスどもへかんぱい/なつのバンドれんしゅうっ）は神聖かまってちゃん1作目の配信限定EP。2024年11月20日に各音楽配信サービスにてリリースされた。

## 概要
神聖かまってちゃん初のデジタルEP作品。表題曲のみの2曲入りの為、形式的にはシングル作品だが、公式ではEP作品として位置づけられている。
本作の表題曲の内、「全世界のカスどもへ乾杯」は2025年1月発売の11thアルバム『団地テーゼ』へ収録されるが、「夏のバンド練習っ」は本EPのみの収録で、オリジナルアルバムには未収録となる。

## 収録内容
| 全作詞・作曲: の子、編曲:の子、神聖かまってちゃん。 |                            |                                       |                                       |      |
| #                                                   | タイトル                   | 作詞                                  | 作曲・編曲                            | 時間 |
| 1.                                                  | 「全世界のカスどもへ乾杯」 | の子 、編曲:の子、 神聖かまってちゃん | の子 、編曲:の子、 神聖かまってちゃん | 3:08 |
| 2.                                                  | 「夏のバンド練習っ」       | の子 、編曲:の子、 神聖かまってちゃん | の子 、編曲:の子、 神聖かまってちゃん | 5:06 |
| 合計時間:                                           | 合計時間:                  | 8:14                                  |                                       |      |

## 楽曲解説
全世界のカスどもへ乾杯
本作での音源化前からライブで度々披露しており、2022年10月15日にカセットテープでリリースしたライブアルバム『「絵画教室」 Edition #2 Supported by Zaiko Live Tape』にも収録されていた楽曲。
音源化に伴い、曲中にメンバーによるガヤ声が追加されており、年末年始に向けた乾杯ソングのような一曲となった。
夏のバンド練習っ
昨年7月17日からSoundCloudにデモ音源が公開されていた楽曲。

## 参加ミュージシャン
- 神聖かまってちゃん
  - の子
  - mono
  - みさこ
  - ユウノスケ
- String arrange : の子 / 柴由佳子(チーナ)
- Violin  : 柴由佳子(チーナ)